# Bisschoppelijk Paleis van Roermond (1666)

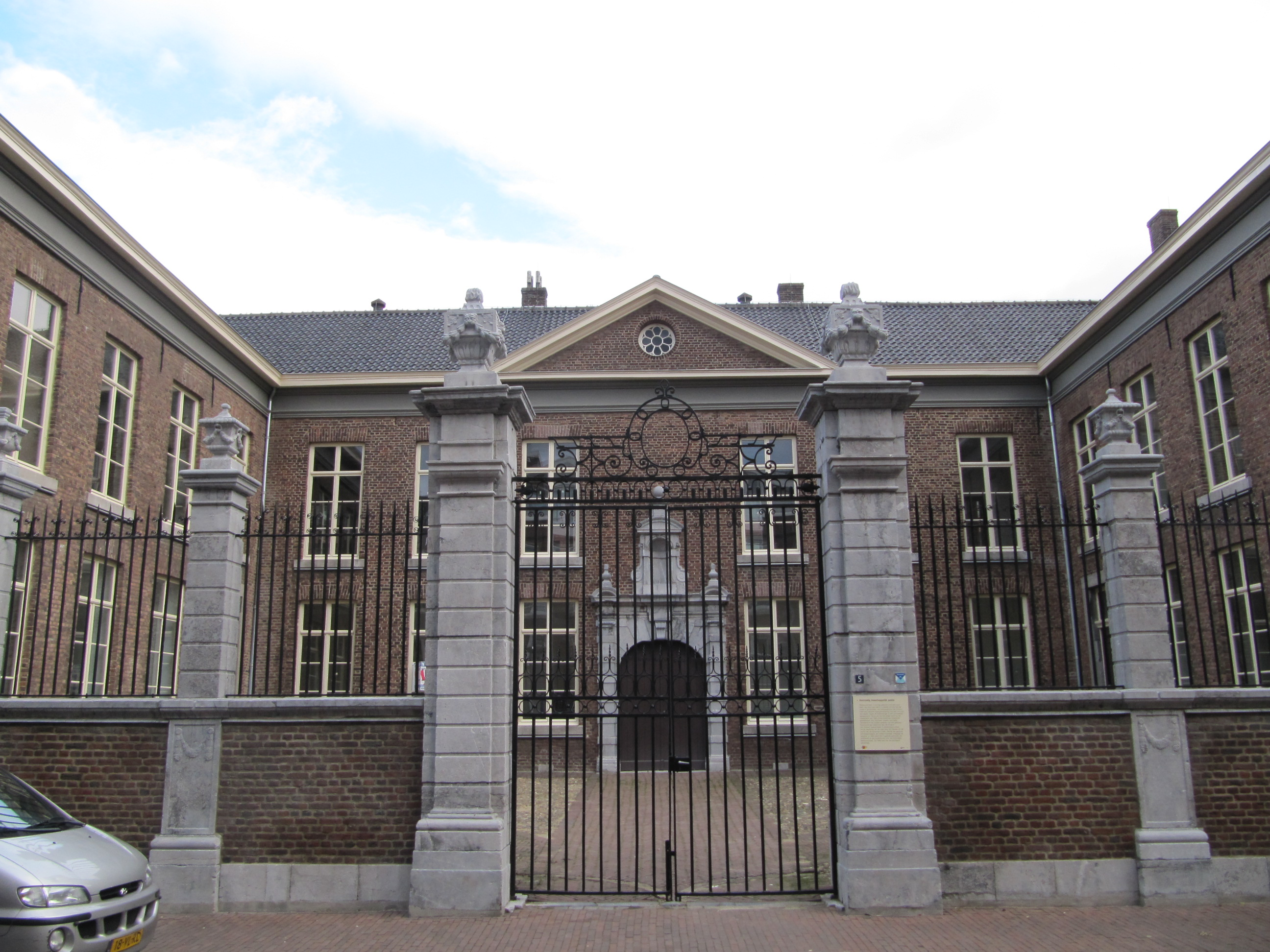
Voormalig Bisschoppelijk Paleis

Het voormalig Bisschoppelijk Paleis is een bouwwerk te Roermond, gelegen aan Pollartstraat 5.
Het paleis werd van 1666-1670 gebouwd naar ontwerp van Joseph van Halle, nadat de voorganger was verwoest bij de Roermondse stadsbrand van 1665. Het classicistisch ingangspoortje met geblokte ionische pilasters dateert nog uit de bouwtijd.
Omstreeks 1780 werd het verbouwd in opdracht van bisschop Filips Damiaan Lodewijk van Hoensbroeck. Het hek in Lodewijk XVI-stijl dateert uit die periode.
In 1792 werd Roermond ingenomen door de Fransen en werd het paleis enige tijd benut als verblijf voor de Frans-Venezolaanse generaal De Miranda. Van 1822 tot 1996 was het paleis in gebruik als rechtbank.
Naast het paleis werd van 1858-1863 een Huis van Arrest gebouwd, later Huis van Bewaring genoemd. Dit werd later nog uitgebreid met een vleugel aan de Damiaanstraat, en een ommuring. In 2000 kwam een nieuwe gevangenis gereed en kwam het gebouw leeg te staan. In 2007 werd het pand verbouwd tot hotel, "Het Arresthuis" genoemd.

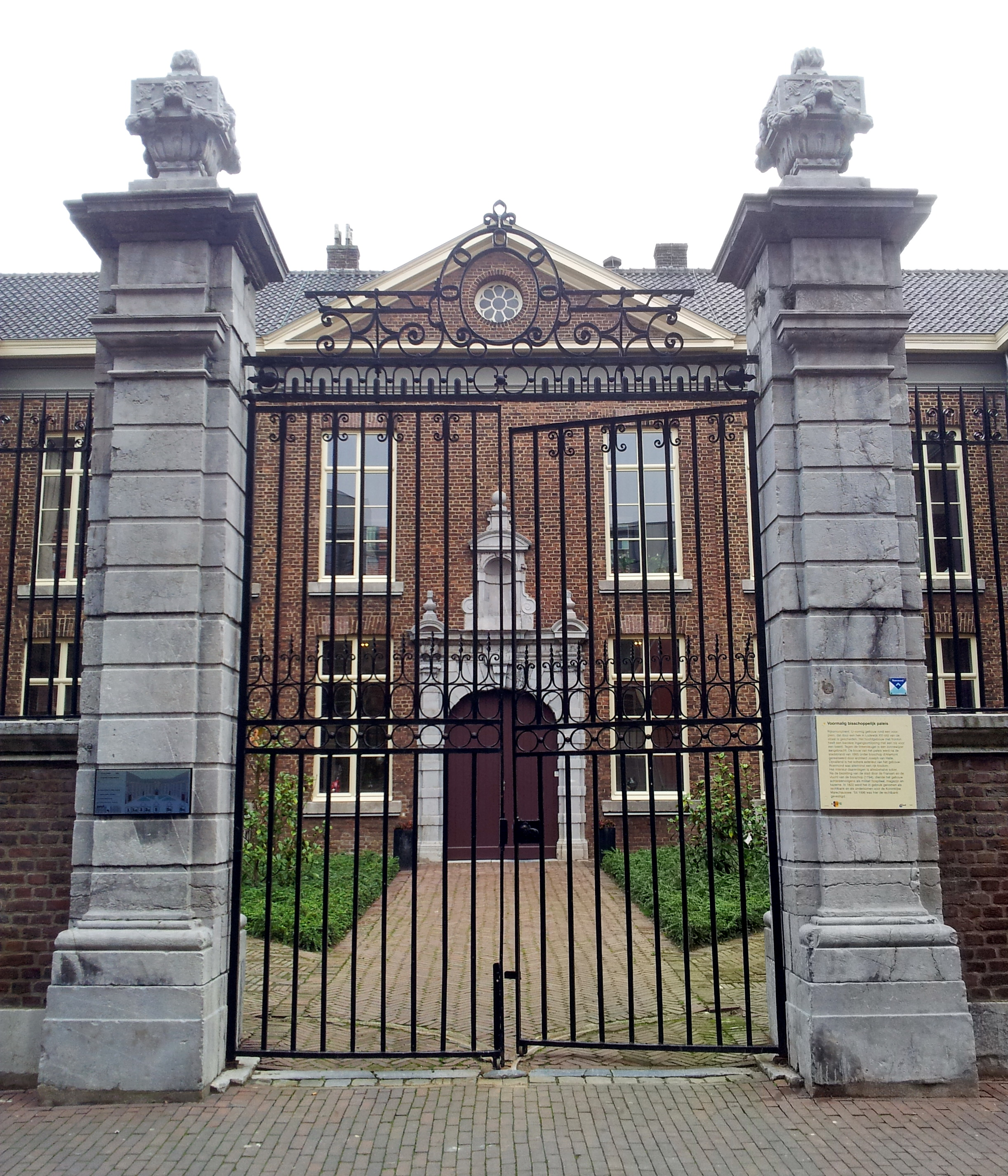
Hekwerk met hardstenen pijlers
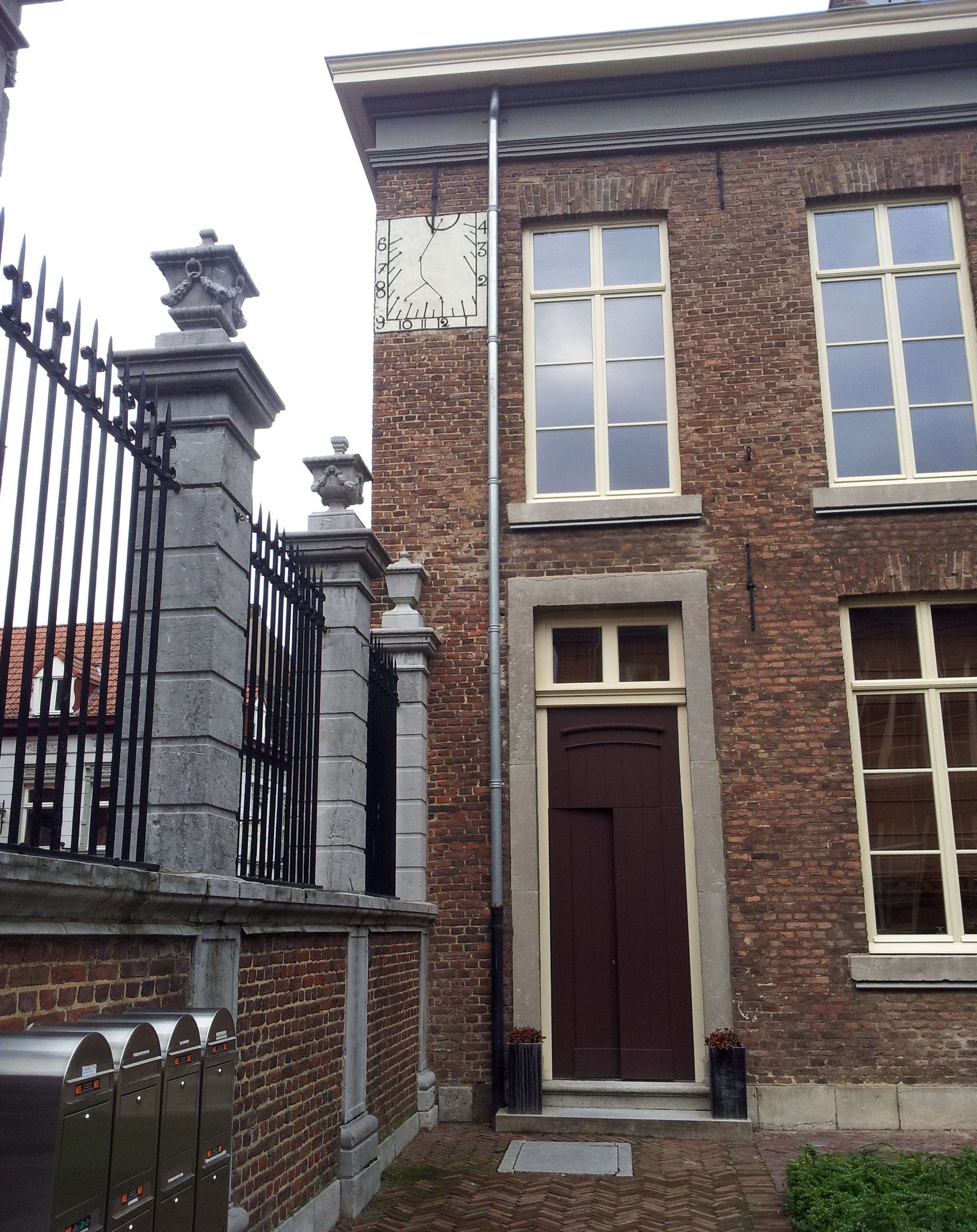
Hekwerk en linker zijvleugel met zonnewijzer
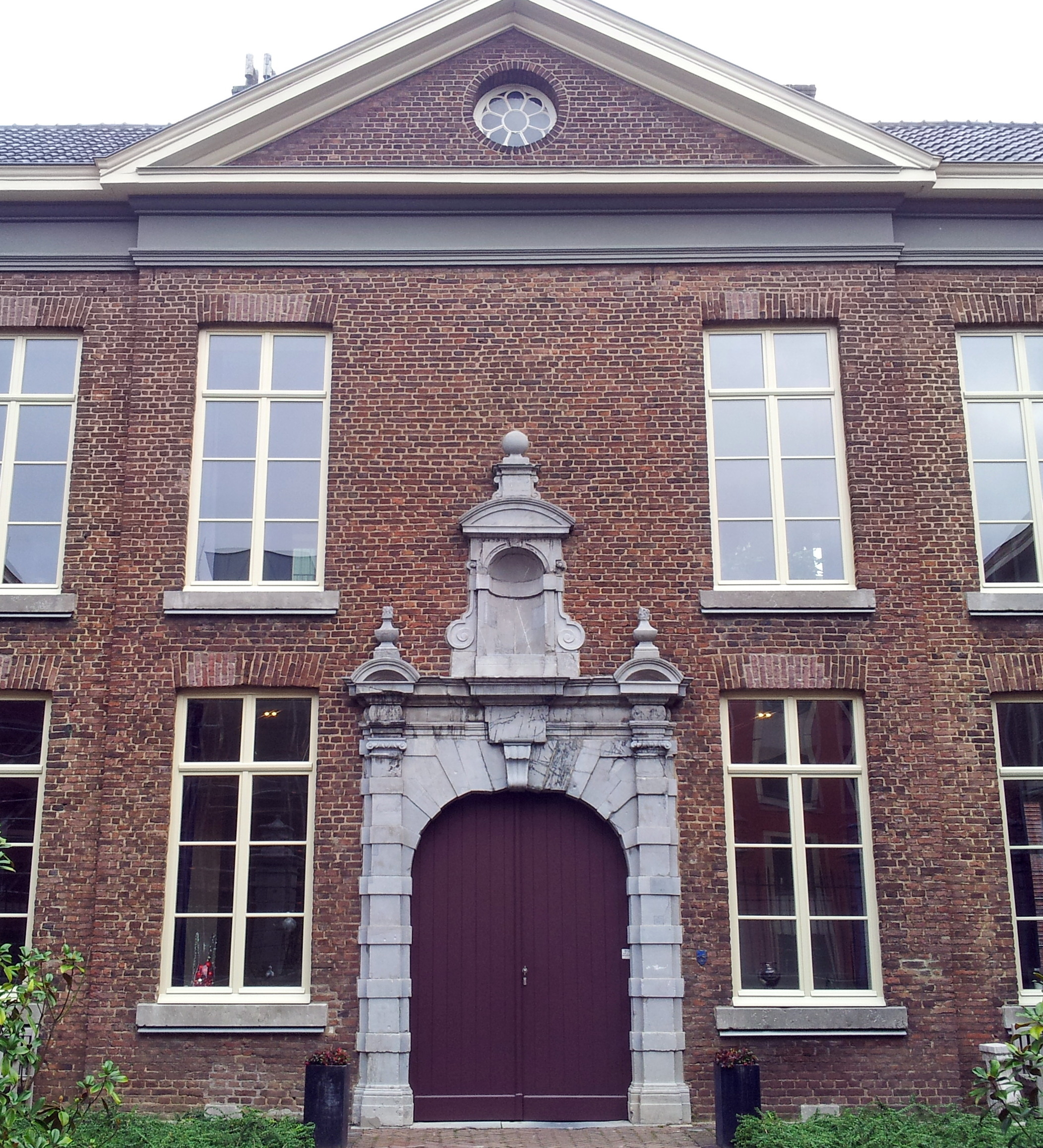
Hoofdgevel met monumentale entree
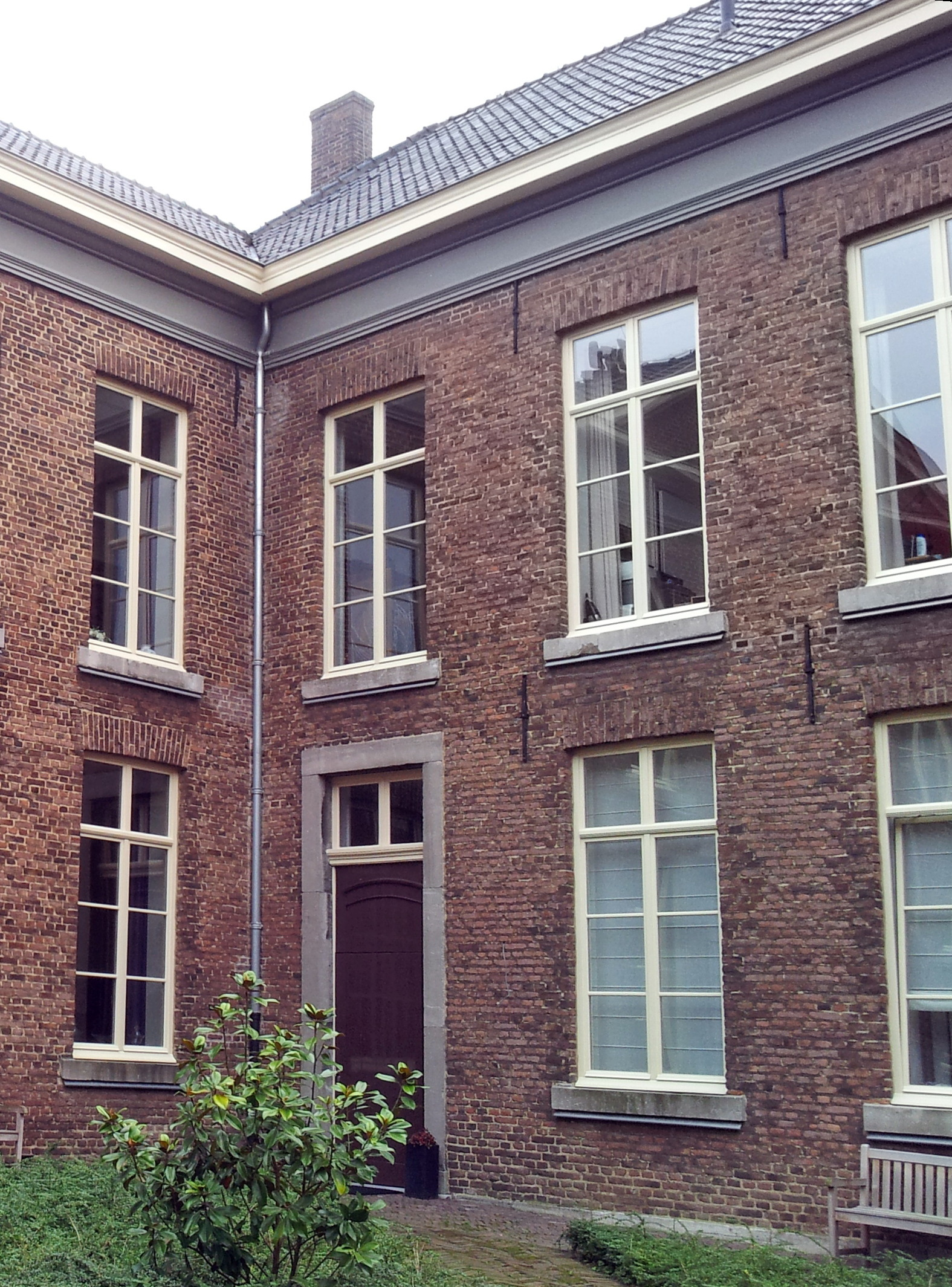
Hoek rechter zijvleugel